# George Powell (Polarforscher)
George Powell (* 1794 in London; † 1824 auf den Freundschaftsinseln) war ein britischer Robbenjäger und Entdecker der Südlichen Orkneyinseln in der Antarktis.

## Leben
Powell war der Sohn eines Fleischers. Er ging schon in jungen Jahren zur See und erhielt am 19. August 1818 im Alter von 23 Jahren sein erstes Kommando als Kapitän der Dove bei der Reederei Daniel Bennett & Sons. Zielgebiet seiner ersten Fahrt waren die Kerguelen und Südgeorgien auf der Suche nach neuen Fanggründen für Wale und Robben. Von dieser Reise kehrte er am 19. Juli 1819 zurück. Bereits am 4. September desselben Jahres brach er als Kapitän der Eliza zu einer Fahrt nach Südamerika auf. Zwischen 1820 und 1821 operierte er in den Gewässern um die Südlichen Shetlandinseln und kehrte mit 18.000 Robbenpelzen nach London zurück.
Am 30. Juni 1821 brach er mit der Eliza und der Dove unter der Führung von Kapitän John Wright erneut zu den Südlichen Shetlandinseln auf. Am 8. November sichtete er aus 130 km Entfernung Mount Foster auf Smith Island und traf dort am Folgetag ein. Nach Querung der Boyd Strait erreichte er die Bucht New Plymouth an der Nordküste der Livingston-Insel, wo er auf vier weitere britische Robbenfänger traf. Auf der Suche nach einem geeigneten Ankerplatz steuerten Powell und Wright mit ihren beiden Schiffen nacheinander das Kap Shirreff, die Spiller Cove, die Blythe Bay an der Südostküste von Desolation Island und schließlich den Clothier Harbor an der Nordwestseite von Robert Island an. Dort wechselten Powell und Smith ihre Schiffe. Während Wright mit der Eliza im Clothier Harbor verblieb, steuerte Powell mit der Dove Elephant Island an, wo das Schiff nur knapp einer Havarie entging. Im falschen Glauben, dort auf große Robbenbestände zu stoßen, entließ Powell eine Mannschaft zur Jagd auf der Insel und kehrte zum Clothier Harbor zurück. Als er die Mannschaft wieder aufnahm, hatte diese lediglich 150 Tiere erlegt. Am 30. November 1821 stieß Powell auf die James Monroe des US-amerikanischen Robbenfängerkapitäns Nathaniel Palmer. Powell und Palmer schlossen sich zur weiteren Erkundung des Archipels zusammen. Am 4. Dezember ließen sie einen Jagdtrupp auf Clarence Island zurück und stießen weiter nach Osten vor. Am 6. Dezember sichtete Powell als Erster und vier Stunden vor Palmer die Südlichen Orkneyinseln. Powell landete im Spence Harbour auf Coronation Island an und nahm sie für die englische Krone in Besitz. In der Folgezeit kartierte er Laurie Island und Powell Island. Packeis verhinderte einen Vorstoß in südlichere Gewässer. Powell und Palmer steuerten zunächst Elephant Island an und trafen schließlich am 22. Dezember 1821 im Clothier Harbor ein. Hier trennten sich ihre Wege. Powell verließ am 22. Februar 1822 die antarktischen Gewässer und kehrte im August desselben Jahres nach England zurück. Noch im selben Jahr entstand eine nach seinen Aufzeichnungen abgefasste Landkarte der Südlichen Orkneyinseln.
1824 hatte Powell das Kommando über die Rambler, ein Schiff des Unternehmens Samuel Enderby & Sons. Am 3. April desselben Jahres traf er auf den Freundschaftsinseln (heute Tonga) ein. Dort desertierten einige Besatzungsmitglieder, darunter ein Schutzbefohlener Powells. Beim Versuch, die Deserteure in Gewahrsam zu nehmen, wurde Powell getötet.
George Powell ist Namensgeber mehrerer geografischer Objekte. Dies sind im Einzelnen das Powell-Becken zwischen den Südlichen Shetland- und Orkneyinseln, Powell Island im Archipel der Südlichen Orkneyinseln und der Powell Rock vor Signy Island.